# سرت حور
سرت حور ، هي ملكة مصرية عاشت خلال عهد الأسرة الأولى ، و هي زوجة الملك دن. وهي معروفة من لوحة جنائزية تم اكتشافها في جبانة أم القعاب، و هي الآن في متحف اللوفر، ولكن لم يتم نجاة الألقاب فيها من تأثير الزمن. و قد تكون قد دفنت في مجمع دن الجنائزي.